# Як Сервис
«Як Сервис» — российская чартерная авиакомпания, осуществлявшая свою деятельность в 1993—2011 гг. Основное направление полетов — европейская часть России.
Была основана в 1993 году. Учредителем являлось ОКБ имени Яковлева. По данным баз ЕГРЮЛ и СПАРК, на 2011 год акционеры компании — ООО «Як-Авиа-Сервис» (80 %, в июле 2011 года переименовано в ООО «Джет Сервис») и ОАО «Тува-Авиа» (20 %). В свою очередь, 100 % акций «Джет Сервиса» (бывшего «Як-Авиа-Сервиса») принадлежало гражданину РФ Максиму Чуканцеву.
С 1995 до 2001 года эксплуатировала самолёт Як-42 № 42429, выполняя регулярный авиарейс Кызыл — Москва.
Уставный капитал — 40 тыс. руб. Выручка в 2010 году — 191,9 млн руб., чистый убыток — 2,053 млн руб.
В конце 2009 года Европейское агентство по авиационной безопасности (EASA) признало «Як-Сервис» наименее безопасной среди российских авиакомпаний, летающих в Европу.
Авиакомпания прекратила операционную деятельность 21 сентября 2011 года по итогам внеплановой проверки в связи с авиакатастрофой в Ярославле.
По итогам расследований МАК установлено, что авиакомпания ЗАО «Як Сервис» фактически представляла собой только формальное юридическое лицо, в котором отсутствовала система безопасности полётов. Этому способствовало формальное проведение инспекционных проверок авиакомпании, проведённых комиссиями ООО Центр сертификации эксплуатантов ГА «Аэростандарт» и межрегионального территориального Управления воздушного транспорта Центральных районов Росавиации в 2010 и 2011 годах.

## Флот
По состоянию на сентябрь 2011 года авиапарк авиакомпании состоял из 10 самолетов:
- 4 Як-40: RA-87648, RA-88295, RA-88308 — летают, RA-88294 — на хранении.
- 1 Як-40К: RA-21506
- 1 Як-42: RA-42330
- 5 Як-42Д: RA-42368, RA-42387, RA-42402, RA-42412, RA-42434

Средний возраст самолётов 30 лет.

## Авиапроисшествия и несчастные случаи
7 сентября 2011 года при взлете из ярославского аэропорта Туношна потерпел катастрофу самолет Як-42Д с бортовым номером RA-42434 (арендованный авиакомпанией Як Сервис), перевозивший хоккейную команду «Локомотив» на первый матч КХЛ 2011/2012 в Минск. На борту самолета находились 45 человек (37 пассажиров и 8 членов экипажа). При аварии выжили лишь двое: инженер по авиационному и радиоэлектронному оборудованию Александр Сизов и нападающий «Локомотива» Александр Галимов, однако 12 сентября последний скончался в НИИ им. Вишневского.